# Preždevremennyj čelovek
Preždevremennyj čelovek (Преждевременный человек) è un film del 1971 diretto da Abram Matveevič Room.